# Tasta
Tasta is een geslacht van vlinders van de familie spanners (Geometridae), uit de onderfamilie Ennominae.

## Soorten
- T. apluta Prout, 1928
- T. argozana Prout, 1926
- T. chalybeata Warren, 1897
- T. disciscura Holloway, 1976
- T. epargyra Wehrli, 1936
- T. micaceata Walker, 1862
- T. reflexa Swinhoe, 1902
- T. sectinota Hampson, 1895